# Arxiu Comarcal de l'Alt Penedès
L'Arxiu Comarcal de l'Alt Penedès (ACAP) és la principal institució arxivística de la comarca de l'Alt Penedès encarregada d'aplegar, conservar i difondre el patrimoni documental de la comarca. És un Arxiu històric i Administratiu fundat el 1983 adscrit dins el Departament de Cultura i Mitjans de Comunicació de la Generalitat de Catalunya i és gestionat per l'Ajuntament de Vilafranca del Penedès i el Consell Comarcal de l'Alt Penedès. Com molt bé s'autodefineix, tot i ser emplaçat a Vilafranca conté informació d'arreu de la comarca, a més a més, en tant que Vilafranca fou l'antiga capital de la Vegueria i el Corregiment posseeix documentació de les comarques que conformaven el Penedès històric o Gran Penedès (Alt Penedès, Anoia, Baix Penedès i Garraf) i que avui no formen pròpiament part de la comarca.

## Història
L'Arxiu Comarcal de l'Alt Penedès, abans dit Arxiu històric Comarcal de Vilafranca del Penedès, va obrir les portes l'11 de setembre de 1983 arran d'un conveni firmat entre l'Ajuntament de Vilafranca i la Generalitat de Catalunya el 1982. Fou inaugurat pel conseller de Cultura de la Generalitat de llavors, Max Cahner. La missió principal de l'arxiu fou la d'aplegar documentació que fins al llavors havia estat dispersa per a diferents indrets municipals per evitar-ne la seva desaparició i degradació. Masachs, estudiós vilafranquí que publicà un petit llibret-guia sobre l'arxiu, el divideix el 1988 en tres grans fons, l'Arxiu històric, l'Arxiu de Protocols i l'Arxiu judicial que avui tots ells formen part de l'anomenat Arxiu històric. En tant que Arxiu administratiu acull la documentació de l'actual Consell Comarcal de l'Alt Penedès i de l'Ajuntament de Vilafranca, gestionant la documentació generada per l'acció política i administrativa dels departaments, serveis, organismes i empreses d'aquestes administracions. El 2010 es va publicar la seva web, que va ser renovada el 2016.

## Edifici actual
L'edifici on s'emplaça avui l'arxiu fou inaugurat el 14 de desembre de 2002. Es tracta d'una obra coral del grup d'arquitectes DKHH els components del qual són: Rob Dubois, Shuichi Kobari, Jordi Hidalgo i Daniela Hartmann, que guanyaren el concurs convocat per la Generalitat de Catalunya i l'AJAC (Agrupació de Joves Arquitectes de Catalunya). El projecte de l'arxiu fou finalista en la 1era Triennal d'Arquitectura del Baix Llobregat, Alt Penedès i Garraf 2005, dins l'apartat d'obra pública. L'edifici es va construir a partir de tres espais bàsics en tot arxiu, independents entre ells. El primer de tots és l'espai del dipòsit documental, la Sala de treball i finalment la Sala de Consulta. Aquesta última destaca en el seu exterior per a estar sustentada sobre unes enormes lletres “ARX”.

## Fons
L'arxiu és una institució al servei de l'Administració, dels investigadors i dels ciutadans. Els fons documentals, públics i privats, abasten continguts molt diversos i poden incloure qualsevol tipus de documents (textuals, gràfics o audiovisuals) i presentar-se sobre qualsevol mena de suport, des del pergamí o paper fins a l'electrònic. Els fons més rellevants són els municipals de Vilafranca (1845-2002), els notarials (1343-1986), que es poden consultar online des de 2017, els de l'administració reial i senyorial (1354-1835) i els judicials (1835-1998), a més dels fons fotogràfics de diverses institucions i particulars i dels fons audiovisuals de la imatge i el so i els fons administratius del Consell comarcal i l'Ajuntament de Vilafranca.
Seguidament mostrarem el Quadre de Fons:
Fons de la Generalitat de Catalunya:
Cambres agràries de l'Alt Penedès, 1939-1995
Institut Català de la Vinya i el Vi (INCAVI), 1909-2000
Institut d'Ensenyement Secundari Milà i Fontanals, 1933-1939
Fons de l'Administració local:
Consell Comarcal de l'Alt Penedès, 1988-2004
Ajuntament de Sant Quintí de Mediona, 1840-1975
Ajuntament de Vilafranca del Penedès, 1845-2004
Ràdio Vilafranca, emissora municipal, 1986-1998
Fons de l'Administració reial i senyorial:
Cort del Veguer de Vilafranca, 1360-1728
Cort del Corregidor de Vilafranca, 1728-1835
Cort del Batlle de Vilafranca, 1354-1728
Cort de l'Alcalde Major de Vilafranca, 1718-1835
Cort del Diputat Local, 1654-1710
Cort de la Capbrevació, 1567-1737
Cort del batlle de senyorius eclesiàstics, 1590-1738
Cort del batlle de l'Alt Penedès, 1410-1783
Cort del batlle del Baix Penedès, 1576-1783
Cort del batlle de l'Alt Camp, 1576-1783
Cort del batlle del Tarragonès, 1599-1723
Fons notarials:
Districte de Vilafranca del Penedès, 1342-1986
Forans, 1353-1830
Fons judicials:
Jutjat de Primera Instància i Instrucció núm. 1 de Vilafranca del Penedès, 1835-2001
Jutjat de Primera Instància i Instrucció núm. 2 de Vilafranca del Penedès, 1985-2000
Jutjat de Primera Instància i Instrucció núm. 3 de Vilafranca del Penedès, 1985-1998
Jutjat de Districte de Vilafranca, 1974-1995
Jutjat Comarcal de Vilafranca, 1944-1974
Jutjat Municipal de Vilafranca, 1870-1944
Comissió Arbitral de Conflictes del Camp, 1933-1934
Jutjat de Pau de Sant Quintí de Mediona, 1867-1945
Fons registrals:
Comptaduria d'hipotèques de Vilafranca, 1768-1862
Fons d'institucions:
Escola d'Infermeria de Vilafranca, 1975-1978
Hospital Comarcal de Vilafranca, 1454-1985
Montepius de patrons de Vilafranca, 1959-1974
Fons religiosos:
Comunitat de Preveres de Vilafranca (documents en paper), 1257-1866
Comunitat de Preveres de Vilafranca (documents en pergamí), 1257-1765
Fons d'associacions i fundacions:
Històric de Vilafranca del Penedès, 1865-1950
Fons comercials i d'empreses:
Adolf Lara Pacheco (fotografies), 1870-1940
Fons del Quatre Cantons, 1901-1986
Ràdio i Televisió Vilafranca (imatge en moviment), 1912-1999
Biosca (fotografies), 1920-1990
Mútua del Penedès, 1929-1986
Jaume Giménez i Noguera (fotografies), 1960-1990
Tarrida (fotografies), 1964-1978
Setmanari Tothom (fotografies), 1973-1983
Codorniu (fotografies), 1900-1930
Fons patrimonials:
Fons Freixas, 1645-200
Fons personals:
Rosend Condis i Martí (fotografies), 1870-1940
Josep Durich (fotografies)
Ramon Farré (fotografies), 1930/1970
Tomàs Martorell (fotografies), 1971-1985
J.M. Masachs (fotografies), 1951-1983
Josep Mestres-Hero (fotografies), 1930-1985
Angels Torrents, 1950-1992
Jordi Valls Pedrol (fotografies), 1960-1995
Ajutori Vàrias, 1901-1938
Col·leccions:
Col·lecció de fotografies de l'Ajuntament de Vilafranca del Penedès, 1870-2000
Col·lecció de fotografies Museu de Vilafranca, 1850-1950
Col·lecció d'imatges en moviment Josep Ma Martí, 1967-1989
Col·lecció d'imatges en moviment Penya Ciclista del Penedès, 1979-1980
Col·lecció d'imatges en moviment Josep Rovira Claramunt, 1964-1975
Col·lecció d'imatges en moviment Josep Ma Balau Bages, 1978-1990
Col·lecció d'imatges en moviment Joan Bages, 1968-1978
Col·lecció d'imatges en moviment Ricard Saumell, 1969-1983
Col·lecció d'imatges en moviment Centre Excursionista del Penedès, 1950-1990
Col·lecció d'imatges en moviment Antoni Güell Cortina, 1944
Col·lecció d'imatges en moviment de l'Ajuntament de Vilafranca del Penedès, 1976-1979
Col·lecció d'imatges en moviment Josep Ma Jané Sendra, 1978-1979
Col·lecció d'imatges en moviment Ma Teresa Guarro Saumell, 1946-1956
Col·lecció Regull, 1870-1990
Hemeroteca Panadés, 1962-1971
Hemeroteca Penedés, 1972-1980
Hemeroteca Acció Catòlica, 1923-1956
Hemeroteca Tothom, 1969-1954
Arxiu de complement:
Fons de l'administració local
Ajuntament de Mediona - Mossos d'Esquadra, 1878-1939
Ajuntament de Sant Sadurní d'Anoia-Delegació del Govern, 1931-1939
Fons religiosos
Bisbat de Barcelona - Sant Fèlix, 1700/1825
Fons personals
Pere Sadurní, 1950-2007
Família Bori, 1880-1993
Col·leccions
L'abans, 1890-1965
Avinyonet, 1920-2007
Gelida, 1920-2007
Olèrdola, 1920-2007
Font-Rubí, 1920-2007
Mediona, 1910-1990
Pacs, 1920-2007
Sant Cugat Sesgarrigues, 1920-2007
Sant Sadurní d'Anoia, 1920-2007
Sant Pere de Riudebitlles, 1920-2007
Subirats, 1920-2007
Vilafranca del Penedès, 1920-2007
Sant Martí Sarroca, 1920-2007
Vilobí del Penedés, 1920-2007
Sant Quintí de Mediona, 1920-2007
Santa Fe del Penedès, 1920-2007
El Pla del Penedès, 1920-2007
Torrelles de Foix, 1920-2007
Torrelavit, 1920-2007
Pontons, 1920-2007
Puigdàlber, 1920-2007
Sant llorenç d'Hortons, 1920-2007
La Granda, 1950-2007

## Serveis
- Consulta de documents.
- Serveis interns de consulta i préstec a l'Administració titular o propietària dels fons.
- Servei d'assessorament i suport a les administracions en la gestió dels seus arxius administratius.
- Servei d'assessorament a la investigació per a la consulta dels fons documentals i bibliogràfics.
- Biblioteca auxiliar d'ajut a l'investigador amb abundant bibliografia de les comarques de Catalunya i obres generals de referència amb més de 2.500 volums a la seva disposició.
- Hemeroteca auxiliar, amb el BOE, BOP dels últims cinc anys i la col·lecció completa del DOGC.
- Reproducció: fotocòpies i microfilms.
- Aparell lector-reproductor de microfilms.
- Làmpada de quars.